# 青龙白虎、牛郎织女画像
青龙白虎、牛郎织女画像为汉代画石像，较早的记录了中国四大民间传说之中牛郎和织女的故事。

## 文物名称：
青龙白虎、牛郎织女画像

## 时代：
汉代（前202年－220年）

## 出土地点：
四川郫县新胜场出土